# 塔拉塞里
塔拉塞里（Thalassery），是印度喀拉拉邦Kannur县的一个城镇。总人口99386（2001年）。

## 人口
该地2001年总人口99386人，其中男性46767人，女性52619人；0—6岁人口10265人，其中男5278人，女4987人；识字率85.99%，其中男性为86.48%，女性为85.56%。